# Lago Wular
El lago Wular (también deletreado Wullar) es uno de los lagos de agua dulce más grandes de Asia. Está ubicado en el Distrito de Bandipore en Jammu y Cachemira, India. La cuenca del lago se formó como resultado de la actividad tectónica y es alimentada por el río Jhelum. El tamaño del lago varía estacionalmente de 30 a 260 km². Además, gran parte del lago se ha drenado como resultado de las plantaciones de sauces que se construyeron en la orilla en la década de 1950.

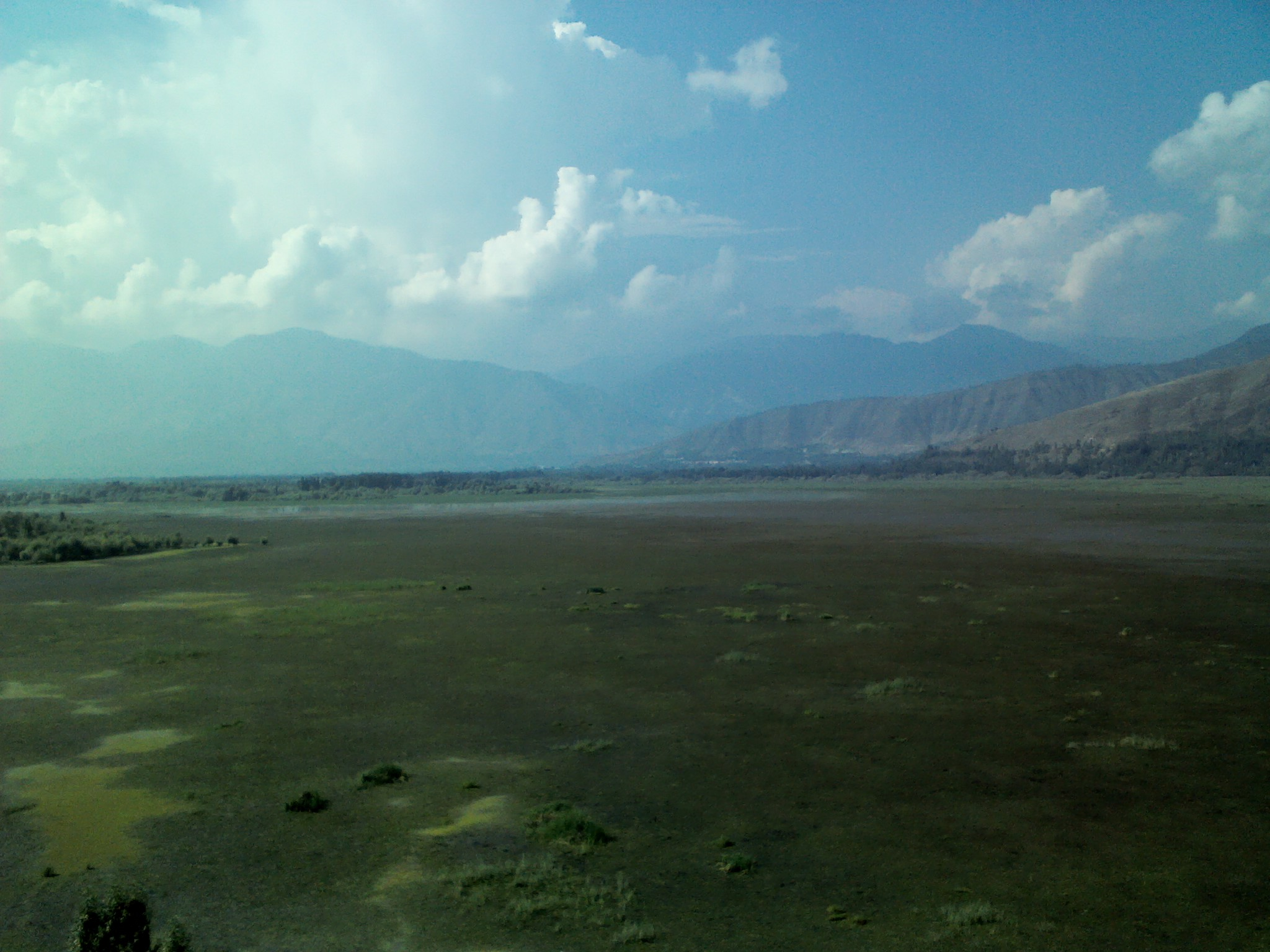
Lago Wular visto desde el Parque Saderkote

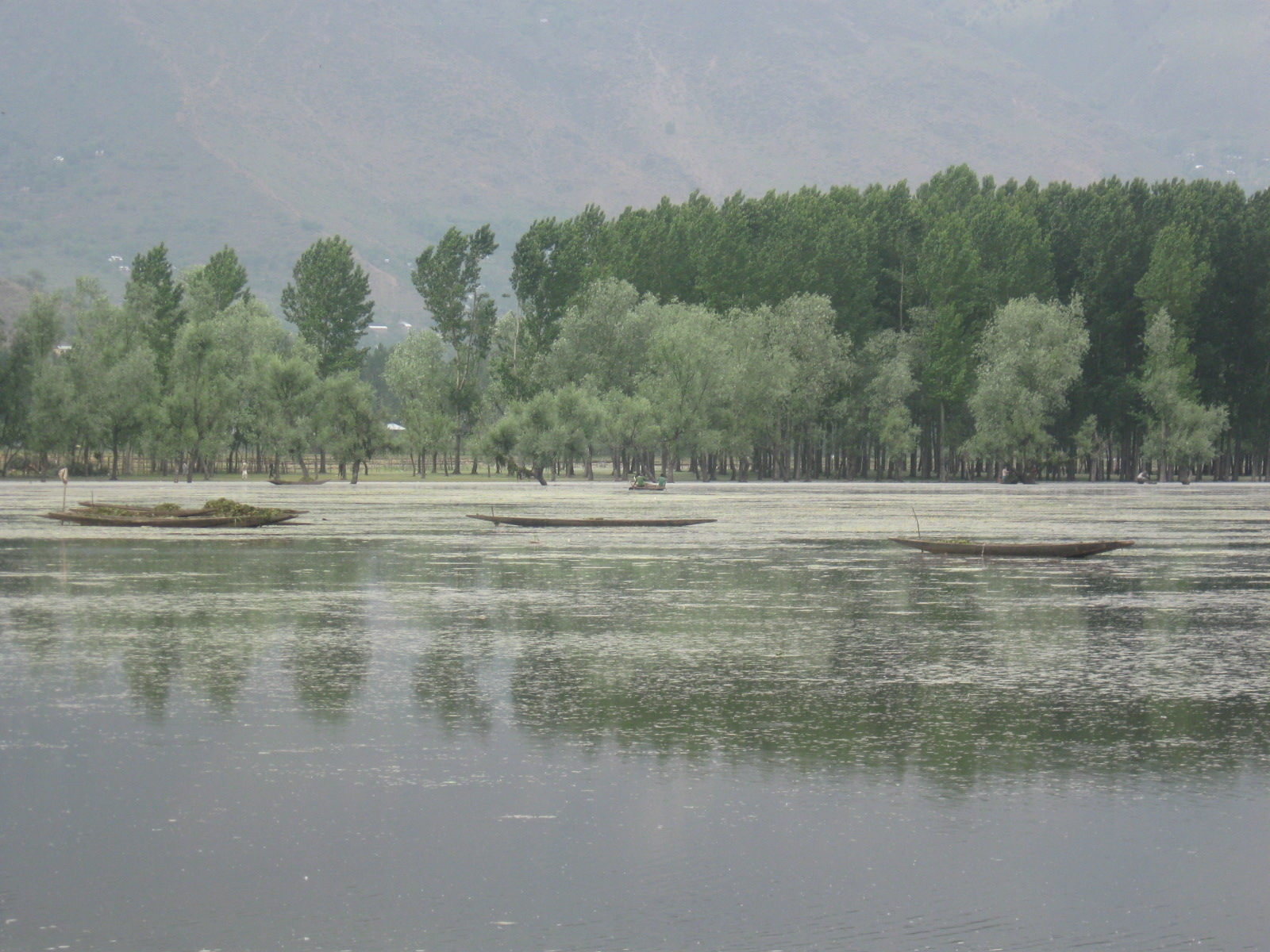
Barcos flotando en el lago Wular

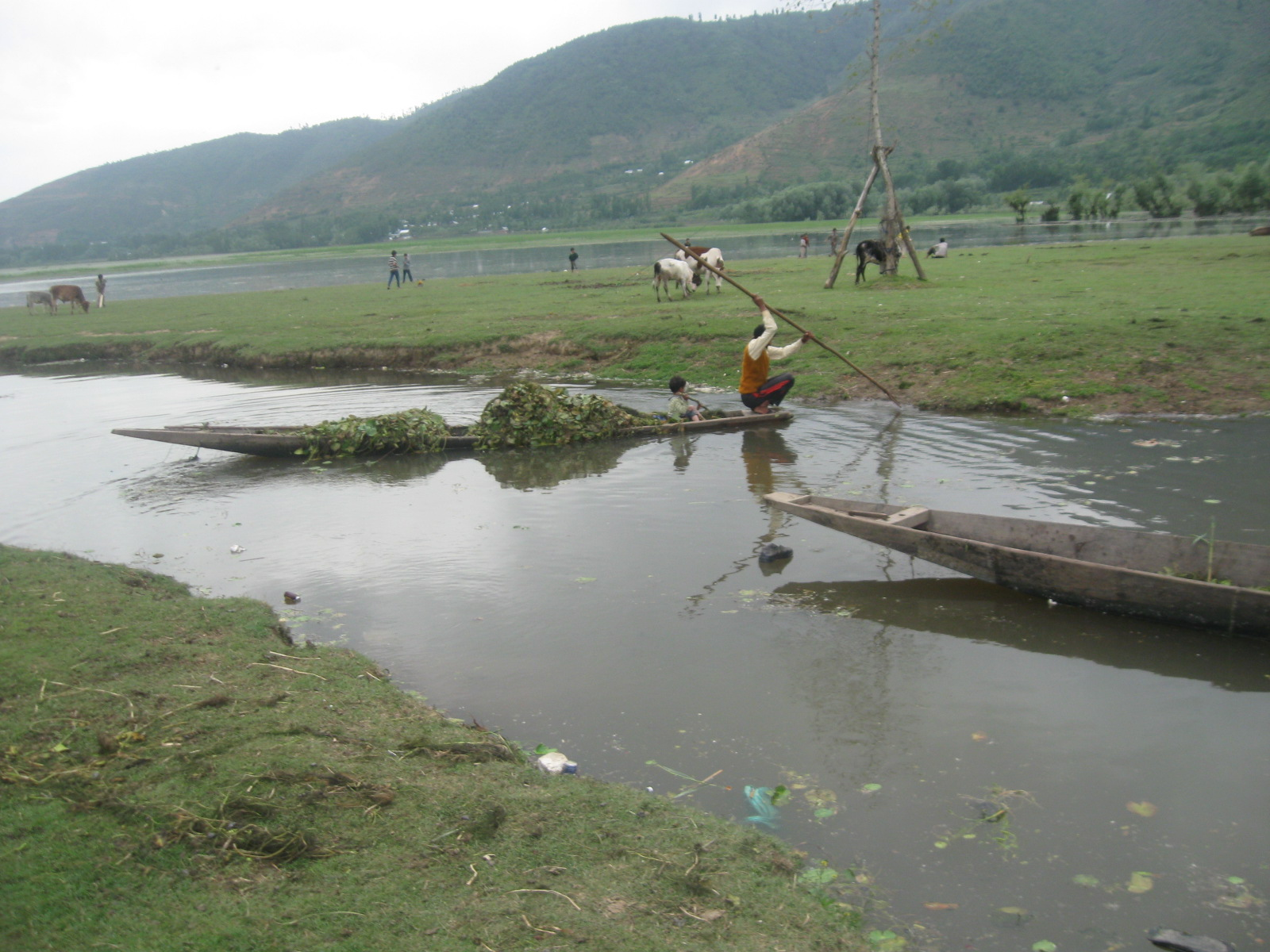
Un barco que transportaba plantas acuáticas extraídas del lago Wular

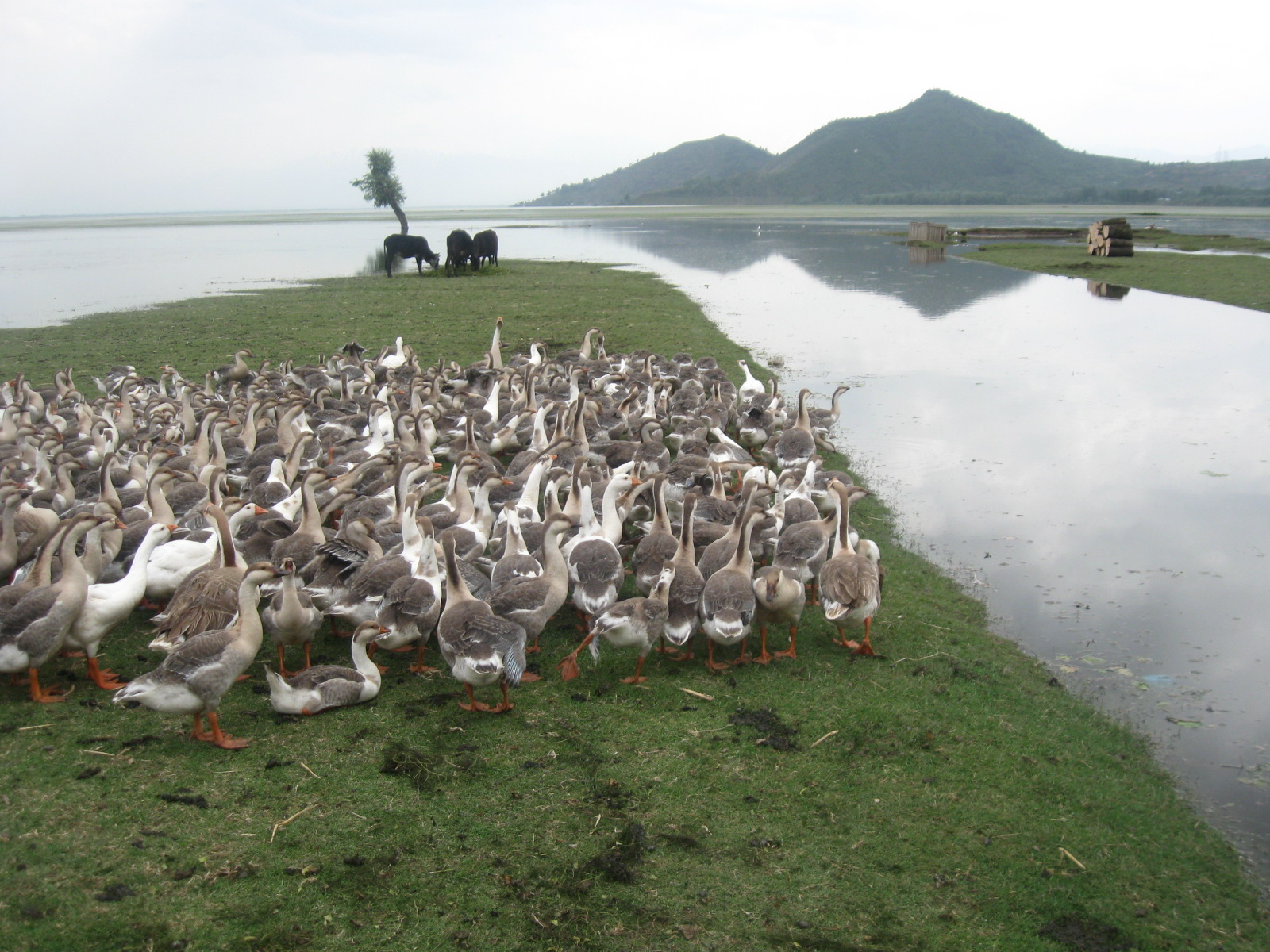
Gansos y vacas domesticados en la orilla del lago Wular

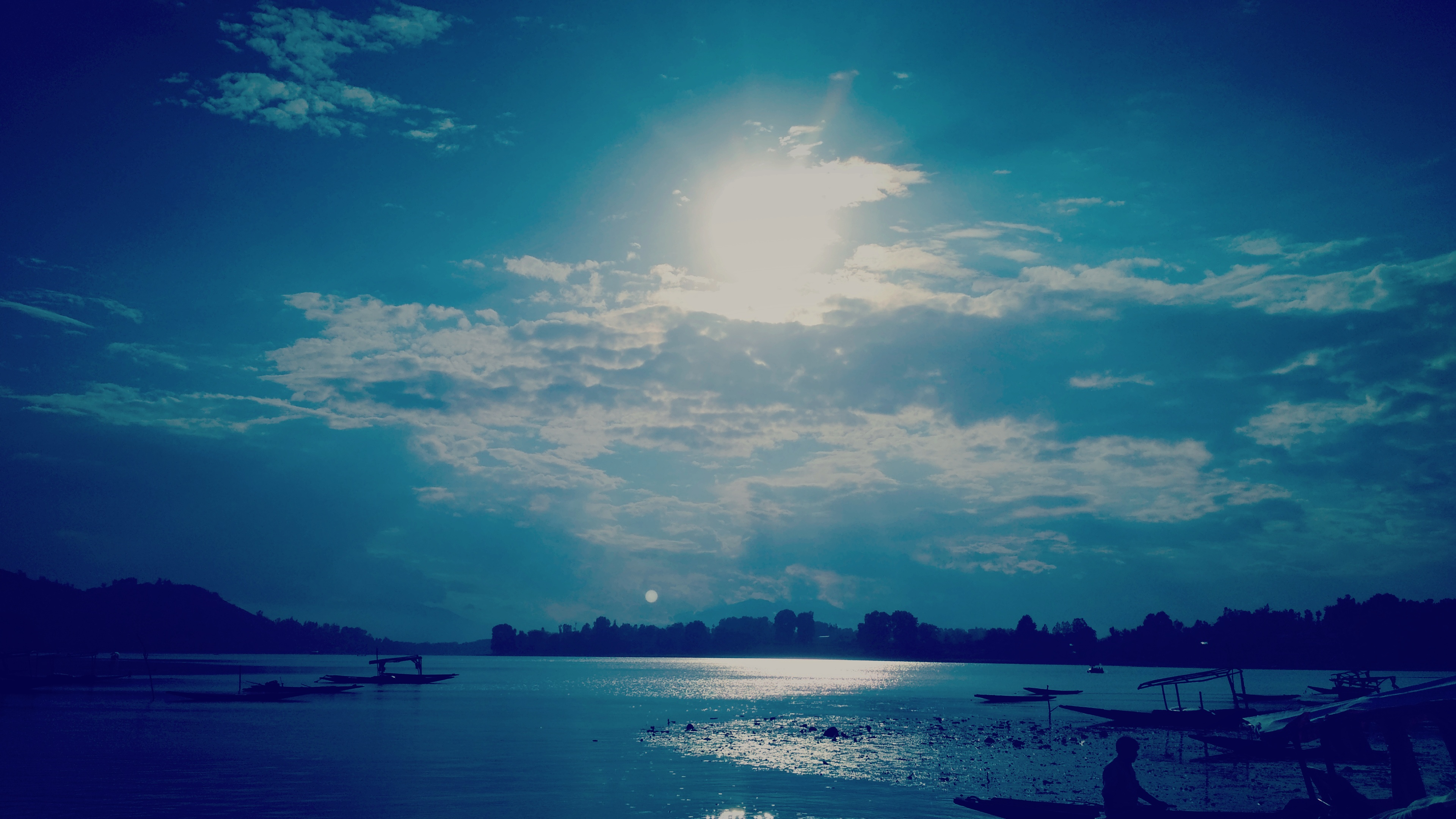
Vista del lago Wular, John Dar,

## Etimología
En la antigüedad, el lago Wular también se llamaba Mahapadmasar (sánscrito: महापद्मसरः). Nilamata Purana también lo menciona como Mahapadmasaras. Mahapadmasar se conoce como Bolor por Al-Biruni {960-1031 dC}. El lago, con sus grandes dimensiones y extensión de agua, da lugar a altas olas que saltan por las tardes, llamadas Ullola en sánscrito, que significa "olas tormentosas que saltan, altas olas". Por eso, también se le llamaba Ullola. Su forma corrupta vio su transición como Bolor por Al-Biruni y durante siglos se corrompió aún más a Wulor o Wular. El origen también puede atribuirse a una palabra de Cachemira 'Wul', que significa un hueco o una fisura, denominación que debe haber venido también durante este período. La palabra Wul {Brecha o fisura}, también es un indicador de su origen a una fisura o brecha creada.

## Fauna
El lago es uno de los 37 humedales de la India designados como sitio Ramsar. Sin embargo, enfrenta amenazas ambientales, incluida la conversión de gran parte de las áreas de captación del lago en tierras agrícolas, la contaminación por fertilizantes y desechos animales, la caza de aves acuáticas y migratorias y la infestación de malezas en el propio lago.

### Peces
El lago Wular es un hábitat importante para los peces, siendo las principales especies la carpa común (Cyprinus carpio), el barbo rosado (Barbus conchonius), el pez mosquito (Gambusia affinis), la especie Nemacheilus, Crossocheilus latius y varias especies de trucha nival de los géneros Schizopyge y Schizothorax. Las especies de trucha de nieve identificadas en el lago incluyen la trucha de nieve Sattar (Schizopyge curvifrons), la trucha de nieve de Chirruh (Schizopyge esocinus), Schizothorax planifrons, Schizothorax macropogon, Schizothorax longipinus y la trucha de nieve Chush (Schizopyge niger).
Los peces del lago Wular constituyen una parte importante de la dieta de miles de personas que viven en sus costas y en otras partes del valle de Cachemira. Más de ocho mil pescadores se ganan la vida con el lago, principalmente pescando especies endémicas de Schizothorax y carpas no autóctonas. Su captura comprende alrededor del 60 por ciento del rendimiento total de pescado en Cachemira. Cientos de otros aldeanos locales son empleados por sociedades cooperativas que comercializan la pesca. Muchas otras familias cosechan plantas como la hierba Phragmites y las Nymphoides parecidas a nenúfares del lago para forraje animal.

### Aves
El lago alberga una rica población de aves. Las aves terrestres observadas alrededor del lago incluyen el milano de orejas negras, el gavilán euroasiático, el águila culebrera, el águila real del Himalaya, el monal del Himalaya, la perdiz chukar, el faisán koklass, la paloma de roca, el cuco común, el vencejo alpino, el rodillo indio, el pájaro carpintero del Himalaya, la abubilla, golondrina común, oropéndola de oro y otros.

## Historia
Se dice que el sultán de Cachemira Zain-ul-Abidin ordenó la construcción de la isla artificial de Zaina Lank en medio del lago en 1444.

## Proyecto Tulbul
El Proyecto Tulbul es una "estructura de bloqueo y control de navegación" en la desembocadura del lago Wular. De acuerdo con el plan indio original, se esperaba que el aluvión tuviera 134 m de largo y 12 m de ancho, y tendría una capacidad máxima de almacenamiento de 370 × 106 m³ de agua. Uno de los objetivos era regular la liberación de agua del almacenamiento natural en el lago para mantener un calado mínimo de 1.4 m en el río hasta Baramulla durante los meses de escasez de invierno. El proyecto se concibió a principios de la década de 1980 y el trabajo comenzó en 1984. El promedio anual de entradas o salidas del lago es de casi 7000 × 106 m³.
Ha habido una disputa en curso entre India y Pakistán por el Proyecto Tulbul desde 1987, cuando Pakistán objetó que violaba el Tratado de Aguas del Indo de 1960 (TAI). India dejó de trabajar en el proyecto ese año, pero desde entonces ha presionado para reiniciar la construcción. El río Jhelum que pasa por el valle de Cachemira debajo del lago Wular, que es un lago de conexión según IWT, proporciona un importante medio de transporte para mercancías y personas. Para mantener la navegación durante todo el año, se necesita una profundidad mínima de agua. India sostiene que el Proyecto Tulbul está permitido por los párrafos 7 (c) y 9 del Anexo E, IWT, mientras que Pakistán sostiene que el proyecto es una violación del tratado si el almacenamiento es superior a 10000 12 × 106 m³ para un propósito que no sea la generación de energía. India informa que la suspensión del trabajo está dañando los intereses de la gente de Jammu y Cachemira y también priva a la gente de Pakistán de los beneficios de riego y energía que pueden derivarse de las descargas reguladas de agua.
La capacidad de almacenamiento del lago se puede aumentar por IWT a 300,000 acres-pies o más hasta 1580 m MSL considerándolo como un reservorio para una planta de energía hidroeléctrica de pasada (RoR) al contemplar una central hidráaulica de llanura (casi 8 metros de altura nominal). El nivel del lecho del río profundizado disponible en el pie de la presa puede estar por debajo de los 1570 m MSL para un caudal de 4000 cusecs. Al mismo tiempo, el lago agrandado también puede cumplir los requisitos de navegación río abajo por completo durante la temporada de escasez de flujo. El almacenamiento regulado de agua de reserva/recargo en el lago Wular mejoraría sustancialmente la generación de energía desde el río Jhelum inferior (105 MW), Uri (720 MW), propuesto 1124 MW Kohala (en PaK), propuesto 720 MW Azad Pattan (en PaK) ), Proyecto hidroeléctrico Mahl de 590 MW (en PaK) y proyectos hidroeléctricos RoR propuestos de 720 MW Karot (en PaK) aunque la generación de su propia central eléctrica es marginal. La construcción de una planta de energía RoR con suficientes compuertas también eliminaría los sedimentos del área del lago para preservar el lago.
Las entradas de agua de la temporada de escasez en el lago Wular se mejoran desde el río Kishanganga por la planta hidroeléctrica de Kishanganga después de generar electricidad.
Otros lagos como el lago Manasbal, el lago Anchar y el lago Dal que no están ubicados en la cuenca del río Jhelum pueden usarse de manera similar al lago Wular para captar aguas de inundación para proteger contra inundaciones en áreas río abajo, generación de energía hidroeléctrica, navegación durante todo el año, riego, usos municipales e industriales.

## Reconocimiento
En reconocimiento a sus valores biológicos, hidrológicos y socioeconómicos, el lago se incluyó en 1986 como Humedal de Importancia Nacional en el marco del Programa de Humedales del Ministerio de Medio Ambiente y Bosques del Gobierno de la India con fines intensivos de conservación y ordenación. Posteriormente, en 1990, fue designado Humedal de Importancia Internacional en virtud de la Convención de Ramsar. En contra de las Convenciones de Ramsar, la zona del lago se está utilizando para el vertido de basura.

### Restauración
Entre otros desarrollos, se cortarán dos millones de árboles para restaurar el lago Wular en el marco del Programa Nacional de Conservación del Lago. El Ministerio de Medio Ambiente de la India aprobó 4000 millones de rupias para el proyecto de restauración del lago, que tardará entre 5 y 10 años y se programó después de largas demoras para comenzar en diciembre de 2011. La organización asociada South Asian Voluntary Association of Environmentalists (SAVE) es una iniciativa conjunta de personas con el objetivo de proteger la ecología y conservar la naturaleza en el lago Wular.

## Turismo
La navegación, los deportes acuáticos y el esquí acuático han sido lanzados por el Gobierno de Turismo de la India en colaboración con Kerala Tourism y J&K Tourism. El contrato para la operación del sitio se adjudicó en septiembre de 2011.